# Peter-Erich Cremer
Peter-Erich „Ali“ Cremer (* 25. März 1911 in Metz, Reichsland Elsaß-Lothringen; † 5. Juli 1992 in Hamburg) war ein deutscher Marineoffizier. Bekannt wurde er als U-Boot-Kommandant im Zweiten Weltkrieg.

## Leben
Als Sohn des Oberlandesgerichtsrats Cremer studierte Peter-Erich Cremer nach dem Abitur an der Universität Grenoble und der Philipps-Universität Marburg einige Semester Jura. Am 4. Juli 1931 wurde er im Corps Teutonia zu Marburg recipiert. Als Inaktiver wechselte er an die Universität Leipzig und die (noch nicht umbenannte) Friedrichs-Universität Halle.

### Reichsmarine / Kriegsmarine
Im August 1932 bewarb er sich bei der Reichsmarine erfolgreich als Offizieranwärter. Mit dem Leichten Kreuzer Köln nahm er als Seekadett von Dezember 1932 bis Dezember 1933 an einer Weltreise teil. Am 1. Januar 1934 wurde Cremer zum Fähnrich zur See ernannt. Im Verlauf seiner Bordausbildung auf dem Panzerschiff Deutschland wurde er am 1. September 1935 zum Oberfähnrich zur See und am 1. Januar 1936, nach seiner Zeit auf der Deutschland, zum Leutnant zur See befördert. Dann kam Cremer zur Marineartillerie, bevor er als Oberleutnant zur See (seit 1. Oktober 1937) als Wachoffizier und Artillerieoffizier auf den Zerstörer Theodor Riedel versetzt wurde. Er wurde am 1. Februar 1940 zum Kapitänleutnant befördert und erhielt zehn Tage später das Eiserne Kreuz II. Klasse. Am 9. April 1940 nahm Cremer an Bord der Theodor Riedel im Unternehmen Weserübung an der Besetzung von Trondheim teil.
Im August 1940, nach dem Westfeldzug, meldete sich Cremer zur U-Boot-Waffe. Nach der Ausbildung auf dem Schulboot U 152, das er vom 29. Januar bis zum 21. Juli 1941 kommandierte, stellte er am 25. August 1941 als Kommandant U 333 in Dienst. U 333 war ein Boot der U-Bootklasse VII C und wesentlich größer als das Typ II D-Boot U 152. Es führte am Turm das Symbol der „Drei kleinen Fische“. Auf seiner ersten Feindfahrt war U 333 an den Angriffen auf die alliierten Geleitzüge ON 53 und ON 54 beteiligt. Cremer versenkte einen griechischen Dampfer und ein norwegisches Handelsschiff. Zudem torpedierte er irrtümlich ein deutsches Schiff, die Spreewald.

#### Spreewald-Zwischenfall
Die Spreewald war ein Blockadebrecher und mit einer Ladung Kautschuk, Zinn, Wolfram und Chinin auf den Weg nach Bordeaux. Hierfür nutzte das Schiff mehrere Tarnungen, unter anderem fuhr es als norwegischer Frachter Elg und als britischer Frachter Brittany. Cremer versenkte die Spreewald, die er für ein britisches Schiff hielt, mit zwei Elektrotorpedos und meldete: „[…] Passagierfrachter 8000 BRT versenkt […] wahrscheinlich mit Munition beladen da nach zweitem Treffer große Explosion.“ Die Spreewald hatte lediglich 5083 BRT. 25 Mann der 60-köpfigen deutschen Besatzung überlebten die Versenkung. Von 86 britischen Kriegsgefangenen, welche die Spreewald vom Hilfskreuzer Kormoran übernommen hatte, überlebten 60. Cremer wurde bei Ankunft in Lorient umgehend verhaftet und vors Kriegsgericht gestellt. Nach Erörterung aller Zusammenhänge und unter Intervention von Günter Hessler, Dönitz’ Schwiegersohn und Admiralstabsoffizier, wurde Cremer freigesprochen. Da sich die Spreewald nicht dort befunden habe, wo sie zu vermuten gewesen sei, träfe Cremer keine schwerwiegende Schuld, so die Begründung. Die Gründe, die zum Verlust der Spreewald führten, wurden geheim gehalten.

#### Weitere Feindfahrten
Auf seiner zweiten Fahrt wurde U 333 zunächst von einem Tanker in Sehrohrtiefe überlaufen und erheblich beschädigt. Dennoch konnte Cremer die Fahrt fortsetzen und drei Schiffe versenken sowie ein viertes beschädigen. Letzteres Schiff, der US-amerikanische Tanker Java Arrow, wurde zunächst nach einem Torpedotreffer von der Besatzung verlassen, konnte später aber wieder seetüchtig gemacht werden. Nach Rückkehr von seiner zweiten Unternehmung als Kommandant erhielt Cremer am 5. Juni 1942 das Ritterkreuz des Eisernen Kreuzes. Zu diesem Zeitpunkt hatte Cremer sieben gegnerische Schiffe mit 21.790 BRT versenkt. In seinen Berichten hatte er seine Erfolge deutlich überschätzt und eine versenkte Gesamttonnage von 56.800 BRT gemeldet.
Auf der vierten Unternehmung geriet U 333 am 6. Oktober 1942 vor Freetown (Sierra Leone) in ein Gefecht mit der britischen Korvette HMS Crocus. Die Korvette und das U-Boot kollidierten im Anschluss an einen längeren Artilleriebeschuss und wurden beide beschädigt. Zudem wurden auf beiden Seiten Besatzungsangehörige getötet oder verletzt. Auch Cremer wurde schwer verwundet und musste die Führung seines Bootes abgeben. Infolge dieser Verletzung wurde er mit dem Verwundetenabzeichen in Silber ausgezeichnet. Erst am 18. Mai 1943 konnte er, nach einer langen Zeit im Lazarett sowie einer Tätigkeit als 2. Admiralstabsoffizier beim Befehlshaber der U-Boote, U 333 wieder übernehmen. Er fuhr bis Juli 1944 noch vier Einsätze, bevor er das Boot an Oberleutnant zur See Fiedler übergab.
Im November 1944 stellte Cremer, am 11. Juli 1944 zum Korvettenkapitän befördert, das neuartige U-Boot U 2519 der Klasse XXI in Dienst. Es kam aber wegen diverser Mängel nicht mehr zum Fronteinsatz. Am 3. Mai 1945 wurde es von seiner Besatzung in Kiel versenkt.

#### Bewertung
Cremer gehört zu den wenigen U-Boot-Kommandanten, die den Zweiten Weltkrieg überlebt hatten. Sein Glück und Geschick in brenzligsten Situationen führte unter seinen Männern bald zu dem Spruch: „Ali Cremer ist so gut wie 'ne Lebensversicherung.“ Die heutige Sicht auf Cremers Fähigkeiten ist gespalten. Bernard Ireland, britischer Militärschriftsteller, charakterisiert Cremer, obwohl ein Überlebenskünstler („survivor“), als weit von einem kompetenten U-Bootkommandanten entfernt. Ireland interpretiert Cremers diverse Kollisionen als größtenteils selbstverschuldet und stellt auch seine taktischen Entscheidungen in Frage: Unnötig lange Tauchzeiten hätten beispielsweise zum Verlust des Kontaktes zu gesuchten Geleitzügen geführt und Cremers wiederholte Fehleinschätzungen bei Angriffen hätten regelmäßig eine unnötige Gefährdung seines Bootes zur Folge gehabt. Der britische Militärhistoriker Clay Blair charakterisiert Cremer als mutigen, findigen und aggressiven Kommandanten, der im Wesentlichen begründet auf diese Eigenschaften das Ritterkreuz erhielt, weniger aufgrund der versenkten Tonnage – die zudem deutlich geringer war, als Cremer gegenüber der U-Bootführung angegeben hatte.

#### Landkommando
Im April 1945, als der U-Boot-Krieg als gescheitert galt, führte Cremer kurze Zeit einen Panzervernichtungstrupp der Kriegsmarine an. Laut Wehrmachtbericht vom 25. April 1945 vernichtete er „innerhalb weniger Tage 24 Panzer“. Bei Kriegsende hatte Cremer im Sonderbereich Mürwik das Kommando über ein 400 Mann starkes Wachbataillon aus ehemaligen U-Bootbesatzungen inne, das den Großadmiral Karl Dönitz beschützte.

### Nachkriegszeit
Cremer geriet nach Kriegsende in britische Kriegsgefangenschaft, wurde aber bereits nach einem Monat entlassen. Bis zu seinem Ruhestand war er Geschäftsführer eines großen Unternehmens in Hamburg. Im Jahr 1985 äußerte sich Cremer in der Zeitung Die Welt anlässlich der Ausstrahlung der Fernsehfassung von Wolfgang Petersens Das Boot nach dem gleichnamigen Roman von Lothar-Günther Buchheim. Er bewertete die dreiteilige Serie als realistisch und geeignet, den U-Boot-Krieg darzustellen, „wie er wirklich war“. Damit widersprach er gemeinsam mit Hans-Günther Lange, dem ehemaligen Kommandanten von U 711, der sich ähnlich äußerte, den Ansichten von Karl-Friedrich Merten und anderer Protagonisten der Buchheim-Kontroverse, die sich anlässlich der Verfilmung des umstrittenen Romans neu entzündet hatte. Im Jahr 1986 gab er gemeinsam mit dem auf Marinestoffe spezialisierten Schriftsteller Fritz Brustat-Naval ein Buch über seine Kriegserlebnisse heraus. Mit diesem Buch wurde zudem erstmals die volle Wahrheit über die Umstände der Versenkung der Spreewald öffentlich. Ali Cremer: U 333 erschien im Ullstein Verlag und wurde in einer zweiten Auflage im selben Jahr als Taschenbuch herausgegeben. 1993 erschien eine dritte Auflage. Das Buch erschien zudem in dänischer und mehrfach, zum Teil unter verschiedenen Titeln, in englischer Sprache.

## Auszeichnungen
- Eisernes Kreuz II. Klasse am 10. Februar 1940
- U-Boot-Kriegsabzeichen (1939) am 10. Februar 1940
- Eisernes Kreuz I. Klasse am 11. Februar 1940
- Zerstörer-Kriegsabzeichen am 19. Oktober 1940
- Verwundetenabzeichen in Schwarz am 11. November 1942
- Verwundetenabzeichen in Silber 1942/43
- Ritterkreuz des Eisernen Kreuzes am 5. Juni 1942
- U-Boot-Frontspange am 27. September 1944

## Ali Cremer / U 333 in anderen Sprachen
- U 333 The story of a U-boat ace. The Bodley Head Ltd, London 1984, ISBN 0-370-30545-0.
- U-boat commander: a periscope view of the Battle of the Atlantic. US Naval Institute Press, Annapolis 1984, ISBN 0-87021-969-3.
- U-boat commander: A periscope view of the Battle of the Atlantic. Oxford 1984.
- U 333, Peter Cremer. Kopenhagen 1988.

## Autor
- Einführung von Peter Erich Cremer in Terence Robertson: Jagd auf die „Wölfe“: Der dramatische Kampf der britischen U-Boot-Abwehr im Atlantik. Stalling, Oldenburg 1960, DNB 454063369.